# 栃木県道310号下野二宮線

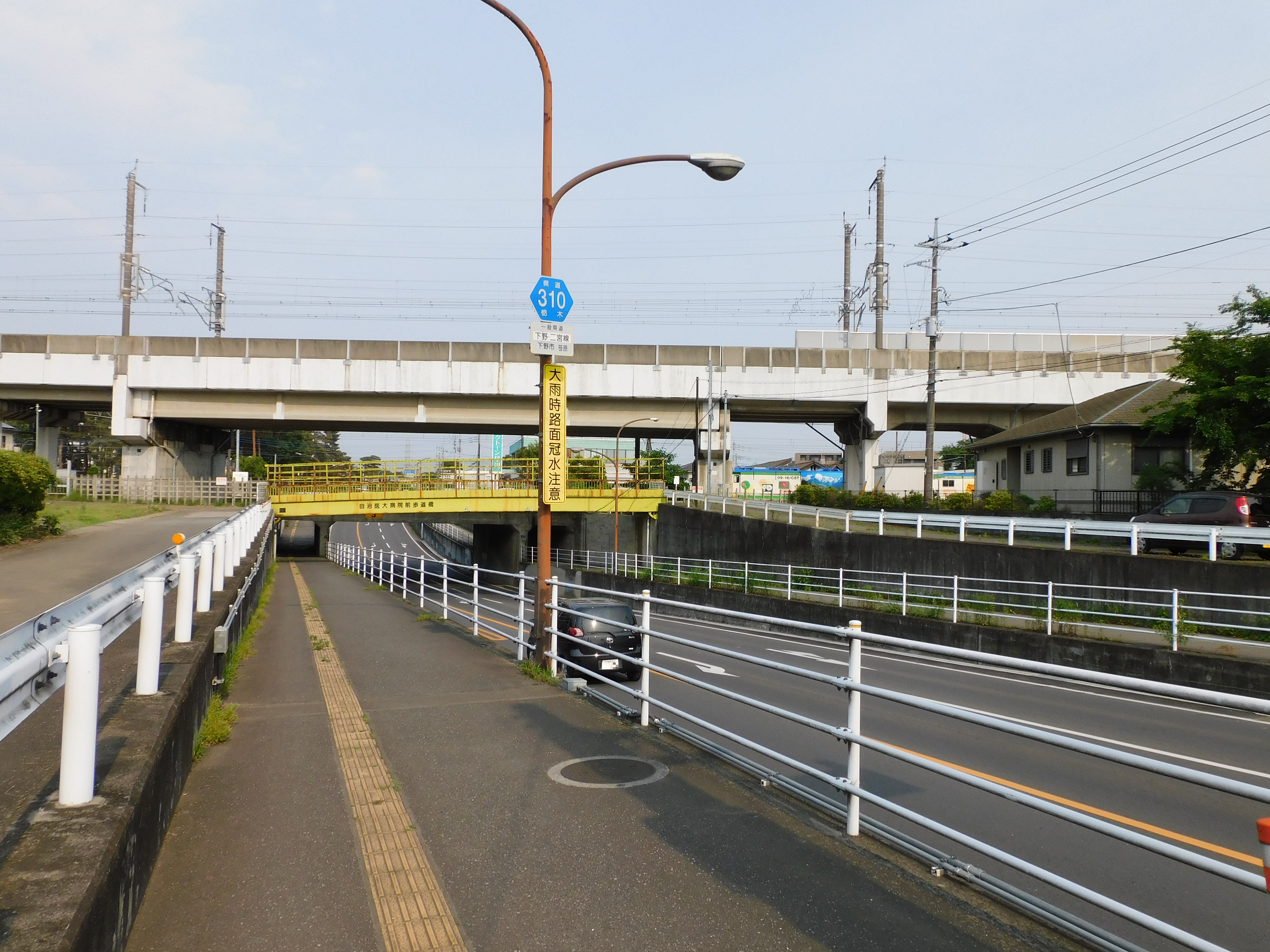
沿線風景（下野市笹原）
しもつけアンダー3（自治医大アンダー）付近

栃木県道310号下野二宮線（とちぎけんどう310ごう しもつけにのみやせん）は、栃木県下野市から同県真岡市久下田に至る一般県道である。

## 概要

### 路線データ
栃木県告示に基づく起終点および経過地は次のとおり。
- 起点 : 栃木県下野市（笹原交差点＝国道4号交点）
- 終点 : 栃木県真岡市久下田（久下田西4丁目交差点＝国道294号・国道408号・栃木県道166号西田井二宮線交点）
- 重要な経過地 : なし
- 路線延長 : 10.135 km[要出典]

## 歴史
- 1961年（昭和36年）4月1日
栃木県が一般県道笹原二宮線として県道認定。
- 2013年（平成25年）4月1日
路線名を「笹原二宮線」から「下野二宮線」に変更[2]。
- 2015年（平成27年）9月9日
平成27年台風第18号（平成27年9月関東・東北豪雨）により冠水する[3]。

## 地理

### 通過する自治体
- 栃木県
下野市 - 真岡市

### 交差する道路
- 栃木県道339号小山下野線（下野市祇園1丁目）
- 茨城県道・栃木県道146号結城石橋線（下野市薬師寺=薬師寺4交差点）
- 国道4号（新4号国道小山石橋バイパス）（下野市薬師寺=薬師寺立体）
- 栃木県道35号宇都宮結城線（下野市上川島）
- 栃木県道316号真岡筑西線（真岡市下大曽=下大曽交差点）
- 栃木県道320号二宮宇都宮線（真岡市久下田）

### 沿線
- 自治医科大学
  - 自治医科大学附属病院、自治医科大学とちぎ子ども医療センター
- 道の駅しもつけ